# Kodamthuruth
Kodamthuruth es una ciudad censal situada en el distrito de Alappuzha en el estado de Kerala (India). Su población es de 21295 habitantes (2011). Se encuentra a 36 km de Alappuzha y a 19 km de Cochín.

## Demografía
Según el censo de 2011 la población de Kodamthuruth era de 21295 habitantes, de los cuales 10365 eran hombres y 10930 eran mujeres. Kodamthuruth tiene una tasa media de alfabetización del 94,44%, superior a la media estatal del 94%: la alfabetización masculina es del 97,25%, y la alfabetización femenina del 91,78%.